# 1279 w polityce

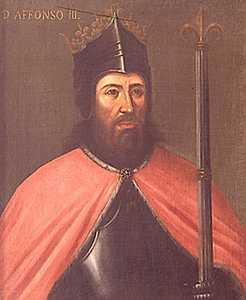
Alfons III Dzielny

Wydarzenia polityczne w 1279 roku.

## Wydarzenia
- Mongołowie obalili chińską dynastię Sung[1].

## Zmarli
- Alfons III Dzielny, król Portugalii od 1248 (ur. 1210)[2].
- Bolesław Pobożny, książę wielkopolski[1].